# University of Tokyo Atacama Observatory
Lo University of Tokyo Atacama Observatory (TAO) è un osservatorio astronomico costruito dall'Università di Tokyo nel deserto di Atacama del Cile, sulla sommità del Cerro Chajnantor (5.640 m).

## Descrizione
È costituito da due telescopi principali:
- MiniTAO Telescope, un telescopio Cassegrain con apertura dello specchio primario di 1 metro.
Ha avuto la prima luce in marzo 2009 ed è attualmente (2015), l'osservatorio astronomico più alto del mondo.[1]
- Infrared Telescope, un telescopio con specchio primario a nido d'ape del diametro di 6,5 metri, progettato per operare nell'infrarosso e realizzato dallo Steward Mirror Laboratory.[2]
È in avanzata fase di costruzione, con completamento previsto entro il 2018.

Il telescopio da 6,5 metri sarà dotato di vari strumenti, fra cui:
- Atacama Near Infrared Camera (ANIR)
- Mid-Infrared Multi-field Imager for gaZing at the Unknown Universe (MIMIZUKU)
- Simultaneous-color Wide-field Infrared Multi-object Spectrograph (SWIMS)

Per trasportare il materiale necessario per costruire il MiniTAO ed avere un facile accesso all'osservatorio, nel 2006 l'università di Tokyo ha costruito una strada carrabile lunga 5,6 km che partendo dalla base del Cerro Chajnantor (posta a 5.000 m di quota nell'altopiano Puna de Atacama), raggiunge la cima del monte. Dalla base del Cerro Chajnantor si può poi raggiungere in automobile il paese di San Pedro de Atacama, distante 48 km, in circa un'ora.
A fianco dei telescopi dell'università di Tokyo, sulla cima del Cerro Chajnantor, è prevista la costruzione del Cerro Chajnantor Atacama Telescope, un progetto di cui fanno parte università di vari paesi, coordinato dalla Cornell University.